# The Operational Art of War
The Operational Art of War est un jeu vidéo de type wargame  conçu par Norm Koger développé et publié par TalonSoft en 1998 sur PC. Il permet de simuler les grandes batailles de la Seconde Guerre mondiale et du début de la Guerre froide, entre 1939 et 1955. Il propose au total 17 scénarios différents. 

## Système de jeu
The Operational Art of War est un wargame qui simule, au niveau opérationnel, des batailles ou des campagnes terrestres, historique ou hypothétique, sur une période allant de 1939 à 1955. Le jeu couvre ainsi la Seconde Guerre mondiale et le début de la guerre froide, avec notamment la guerre de Corée, la guerre civile chinoise et les premiers conflits liés la décolonisation. Le jeu se déroule sur des champs de bataille qui peuvent être représenté à l’écran en deux dimensions, avec une identification des unités par de leurs symboles OTAN, ou en trois dimensions, avec des unités représentés par leur silhouette. Le joueur contrôle ses unités avec la souris. Pour déplacer une unité, il doit d’abord l’activer avec un clic gauche, puis déplacer le curseur pour tracer le parcours à effectuer. Pour la faire attaquer une unité ennemie, il doit également l’activer, déplacer le curseur sur l’unité visée et faire un clic droit dessus pour faire apparaitre un menu déroulant qui lui permet de paramétrer son attaque. Le jeu se déroule au tour par tour, de manière strictement séquentielle. Chaque camp effectue ainsi l’ensemble de ses actions avant que le camp adverse puisse effectuer les siennes. Chaque unité dispose de points d’action qui sont dépensés pour effectuer des mouvements ou des attaques. 

## Extension
The Operational Art of War bénéficie d’une extension, le Battle Pack 1, développé et publié par TalonSoft en 1999. L’extension intègre seize scénarios inédits qui couvrent principalement la Seconde Guerre mondiale avec la campagne de Tunisie (1942), le front de l’Est (1941-1943), la guerre du Pacifique (1942-1945) et la libération de la France (1944). Elle propose également un scénario sur la bataille du réservoir de Chosin en Corée et deux scénarios sur la guerre d’Indochine.

## Accueil
| The Operational Art of War |      |       |
| Média                      | Pays | Notes |
| Computer Gaming World      | US   | 4,5/5 |
| Cyber Stratège             | FR   | 4,5/5 |
| GameSpot                   | US   | 90 %  |
| Gen4                       | FR   | 3/5   |
| Joystick                   | FR   | 86 %  |

The Operational Art of War est notamment élu « meilleur wargame de l’année » par les magazines Computer Gaming World, PC Gamer US et Computer Games Strategy Plus, et par le site GameSpot. Aux États-Unis, il se vend à 12 789 exemplaires en 1998, pour un revenu total de 555 681 $.

## Postérité
The Operational Art of War bénéficie d’une suite – The Operational Art of War II: Modern Battles – développée et publiée par TalonSoft en 1999. Cette dernière s’appuie sur le même moteur de jeu que son prédécesseur mais couvre une période différente, qui va de 1956 à 2000. 